# 207901 Tzecmaun
207901 Tzecmaun è un asteroide della fascia principale. Scoperto nel 2008, presenta un'orbita caratterizzata da un semiasse maggiore pari a 3,0563501 UA e da un'eccentricità di 0,1257849, inclinata di 9,98709° rispetto all'eclittica.